# 1408 (оповідання)
«1408» — оповідання американського письменника Стівена Кінга в жанрі фантастики жахів, вперше з'явилося у листопаді 1999 у аудіокнизі «Кров і дим». У друкованому форматі вийшло в березні 2002 року в збірнику «Все можливо» у видавництві «Scribner».
Пізніше розповідь увійшла до збірки «Стівен Кінг йде в кіно». Сюжетна лінія оповідає про письменника Майка Енсліна (англ. Mike Enslin), який хоче потрапити у номер 1408, щоб зібрати матеріал для своєї нової книги. У своєму прагненні він не піддається на вмовляння керуючого готелю «Дельфін» містера Оліна (англ. Olin), який застерігає його від заселення в номер. У кімнаті готелю з героєм починають відбуватися надприродні події.
Перші начерки твору з'явилися в дощовий день на острові Санібел. Початок розповіді обсягом у декілька сторінок Кінг приводив у своїх літературознавчих мемуарах «Як писати книги» як живий приклад редактури, показуючи читачеві, як змінюється твір від правки до правки. Спочатку не маючи наміру його закінчити, Кінг захопився розповіддю і все ж дописав його до кінця. Письменник зізнався, що «1408» являє собою нову варіацію сюжету з фабулою «примари в готелі». Літературні критики прихильно сприйняли роботу автора, назвавши розповідь зразковою та страшною. «1408» був екранізований шведським режисером Мікаелем Гофстремом у 2007 році. Головні ролі виконали Джон К'юсак та Семюел Л. Джексон.

## Сюжет
Майк Енслін — автор романів жахів про привидів, таких як «Десять ночей в десяти будинках з привидами», «Десять ночей в десяти замках із привидами», «Десять ночей на кладовищах з привидами», що стали бестселерами, вирушає до готелю «Дельфін» у Нью-Йорку з метою провести ніч у кімнаті 1408 для написання нової книги. За вдачею Майк дотримується раціонального пояснення подій та не вірить в існування паранормальних явищ — об'їхавши безліч країн і місць вбивств, він заробляв собі на життя письменницьким ремеслом. Майк зустрічає керуючого готелю містера Оліна, який всіляко відмовляє його від відвідування номера. Він повідомляє, що в цій кімнаті за 68 років сталося 42 смерті, 12 з них були суїцидом, а інші 30 чоловік померли від так званих «надприродних причин». Так один з пожильців потонув в тарілці супу. Однак, менеджер особисто стежив за тим, щоб номер був прибраний — покоївки намагалися перебувати в номері якомога менше. Олін попереджає Майка, що техніка в кімнаті працює погано, і додає, що номер 1408 знаходиться на 13 поверсі, який пронумерований як 14. Зрозумівши, що відрадити непроханого гостя не вийде, містер Олін віддає ключ, піднімається з Енслін на ліфті, але відмовляється йти далі, бо без особливої необхідності ніколи не підходить до номера близько.
Енслін вперше починає сумніватися у відсутності примар в цій кімнаті, коли підходить до дверей. Увійшовши до кімнати, Майк починає її оглядати й відразу ж дістає свій диктофон. Він відчуває морську хворобу, хоча і не розуміє її природу. Він описує номер і, щоб позбутися нудоти, відкриває вікно. На столі Енслін виявляє сірникову коробку із зображенням готелю на етикетці. Майк зауважує картини на стінах. На одній з них зображено даму у вечірній сукні двадцятих років, на іншій — натюрморт з фруктами, на третій — вітрильний корабель, що пливе по хвилях. Енслін починає думати, що у всьому винен Олін, який, можливо, запустив в кімнату газ, що впливає на сприйняття.
В меню готелю Майк спочатку бачить дивні назви страв, але мови у меню змінюються, коли Майк закриває і відкриває очі — спочатку воно французькою, потім російською і під кінець італійською. Картини починають рухатися — жінка оголила груди, з її сосків закапала кров; частина фруктів зникли з тарілки, а ті, що залишилися почали випускати випускали жовто-помаранчеве світло. Придивившись до людей на вітрильнику, Майк впізнає в одному з них Кевіна О'Моллі, першу жертву номера. Коли він намагається подзвонити по телефону, Енслін чує кошмарний голос самої кімнати, що говорить божевільні фрази:
|  | Це Дев'ять! Дев'ять! Це Десять! Десять! Ми вбили всіх твоїх друзів! Кожен твій друг — мертвий! Це Шість! Шість! |

Майк дістає знайдені раніше сірники й підпалює свою гавайську сорочку. Він біжить до дверей, відкриває її й вибігає в коридор. У цей момент повз проходить Руфус Діборн, комівояжер, який знімав сусідній номер. Він несе відро льоду і перекидає його на палаючого Майка. Після цього Руфус думає, що кімната, з якої вибіг письменник, виливає світло австралійського заходу. Майк смикає його за штани й застерігає від проникнення в номер.
Майк переносить кілька операцій з пересадки шкіри. Диктофон із записом, місцями обвуглілий, але ще працює, зберігається в агента письменника Сема Фарелла. Одного разу до Сема приходить Олін і просить дати послухати запис, на що отримує відмову. Герою сняться кошмари, але він рідко їх пам'ятає. Майк перестає писати книги, і коли день поступається місцем ночі, він не може дивитися на західне світло.

## Історія створення

### Ідея і редактура

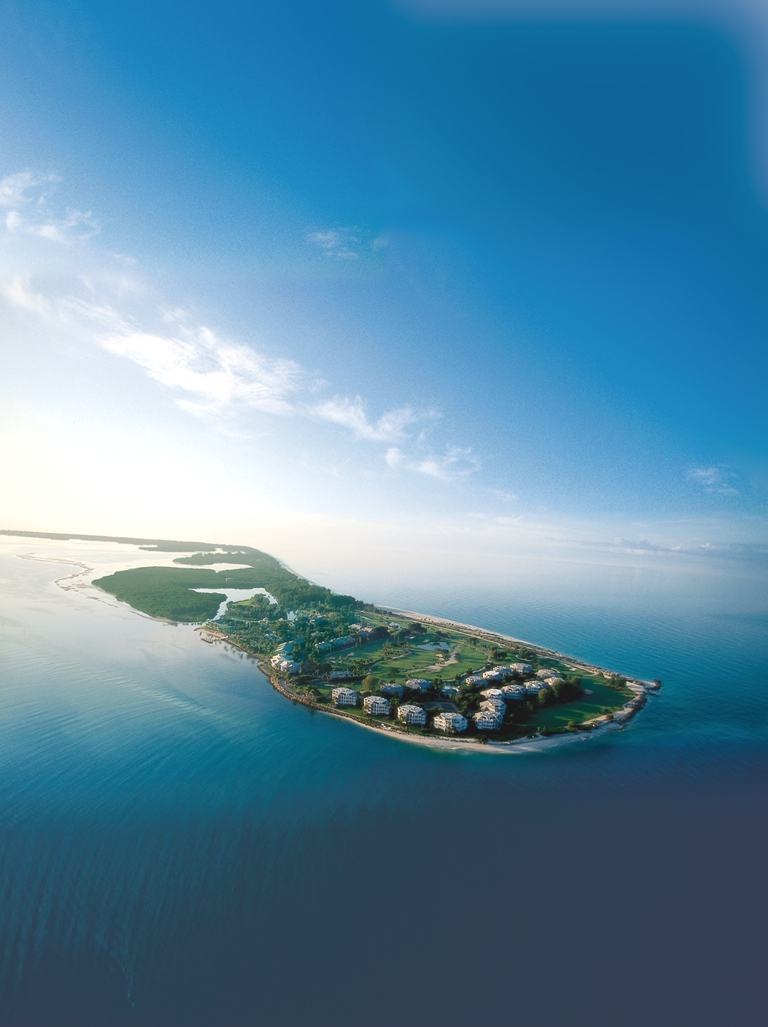
Острів Санібел, на якому Стівен Кінг приступив до написання розповіді

Перша тисяча слів була написана від руки в зимній вітальні на острові Санібел, Флорида, коли гроза не дозволила письменнику і його родині піти на пляж. Стівен порівнював розповідь з романом «Сяйво» і вважав, що йому зазвичай не властиво використовувати фабулу «готель з привидами» двічі. З усім тим, головний герой, цинічний найманий писака, який штампував книги-викриття, зацікавив автора. «Я задавався питанням, що станеться, якщо такий хлопець зіткнеться обличчям до обличчя зі справжнім злом?». Уривок з оповідання тривалістю в три-чотири сторінки під робочою назвою «Випадок в готелі» Кінг приводив у своїх літературознавчих мемуарах «Як писати книги». Він зазначав, що будь-який письменник в жанрі жахів повинен написати як мінімум одну розповідь про Кімнату Примар в Готелі й відносив «1408» до цієї категорії. Кінг не збирався його доводити до логічного завершення. Але в підсумку, історія захопила письменника, і він дописав її до кінця. Автор, у белетристичному творі, хотів показати читачам, яким чином розповідь змінюється в ході редактури від першого начерку до другого. Стівен наводив конкретні принципи, якими він сам керується при створенні своїх творів. Перша версія, на його думку, була дуже сира розповідь: « не одягнений і стоїть посеред кімнати в шортах і в шкарпетках». Велика частина змін — це видалення зайвого матеріалу, що дозволяє оповіданням йти швидше за формулою Странка: «Другий варіант = перший варіант — 10 %».
Автор вважав, що заголовок «Випадок в готелі» не міг зрівнятися з «Бульдозер-кілер!» Або «Норма Джин, королева термітів», але він був не найкращим варіантом. Пізніше було придумано найменування «1408», яке сподобалося Стівену, оскільки сам твір фокусує оповідь на тринадцятому поверсі, а сума чисел утворює тринадцять. У другій редакції менеджер готелю «Дельфін» змінив прізвище з Остермайера на Оліна, що скоротило розповідь на п'ятнадцять рядків. Вже ближче до завершення твору Кінг припускав включити «1408» в аудіокнигу, яку він хотів зачитувати самостійно. Перспектива постійно повторювати прізвище «Остермайер» і перекручувати її переконала письменника в правильності подібної заміни. Кінг також позбувся безлічі сценічних ремарок, очевидних і незграбних передісторій, прислівників, повторень.
Щаслива гавайка сорочка, в першому варіанті виникає тільки на тринадцятій сторінці, була переставлена на початок згідно зі старим театральним правилом: «Якщо в першому акті на сцені висить рушниця, у третьому акті вона має вистрілити».
Згадка кубинських сигар, які менеджер пропонував Майку Енслін, автору здалося занадто банальним штампом з поганих фільмів. Ентузіазм Майка, виражений з приводу можливості куріння в номері, автор вирішив залишити, щоб дати читачеві зрозуміти, що головний герой злегка знущається з Оліна. Готель «Дельфін», можливо, є відсиланням до книги Харукі Муракамі «Полювання на овець» і її продовженню «Денс, Денс, Денс», в яких згадується однойменний готель.
Кінг зізнавався, що розповідь лякала його, а пізніше з'явився аудіозапис, який лякав ще більше, ніж рукопис:
|  | Але номери готелів зазвичай самі по собі викликають страх, чи не так? Входячи в номер, мимоволі задаєшся питанням: скільки людей спали до тебе на цьому ліжку? Скільки серед них було хворих? Скільки божевільних? Скільки думало про те, щоб прочитати кілька рядків з Біблії, що лежить на столику біля ліжка, і повіситися в стінній шафі біля телевізора? Бр-р-р. У будь-якому випадку, давайте перевіримо, а? Ось ваш ключ … і ви можете не поспішаючи прикинути, що дадуть в сумі ці чотири невинні цифри. Номер — ось він, трохи далі по коридору. Оригінальний текст (англ.) But hotel rooms are just naturally creepy places, don’t you think? I mean, how many people have slept in that bed before you? How many of them were sick? How many were losing their minds? How many were perhaps thinking about reading a few final verses from the Bible in the drawer of the nightstand beside them and then hanging themselves in the closet beside the TV? Brrrr. In any case, let’s check in, shall we? Here’s your key … and you might take time to notice what those four innocent numbers add up to. It’s just down the hall. |

### Публікація
Спочатку Кінг планував включити повну версію розповіді як додаток до своїх мемуарів, але пізніше вирішив цього не робити. По-перше, це суперечило його планам «бути коротким хоч раз у житті». По-друге, автор прийшов до висновку, що для цілей книги про письменницьке ремесло уривка достатньо, оскільки «йдеться про обслуговування двигуна, а не про розважальну поїздку». Вперше розповідь вийшла в аудіозбірці «Кров і дим» (англ. Blood & Smoke) у видавництві «Simon & Schuster» 1999 року. Текст читав сам Кінг. До неї також увійшли оповідання «Обід у кав'ярні „Готем“» і «В кімнаті смерті».
Пізніше оповідання «1408» увійшло до збірки «Все можливо», яка була видана в березні 2002 року. Обсяг розповіді склав 37 сторінок.
У 2009 році «1408» також потрапив до збірки «Стівен Кінг йде в кіно».

## Відгуки
Джанет Меслін, оглядачка з The New York Times, віднесла розповідь до «майже родового жаху» і знаходила спільні риси з «Секційним залом номер чотири».
Критик Publishers Weekly писав, що розповідь породжує почуття глибокого занепокоєння так елегантно, як це робили Елджернон Блеквуд, Артур Мекен, Шарль Бодлер та Жан-Поль Сартр.
Марк Гарріс, співробітник Entertainment Weekly, хоч і відносив розповідь до однієї з найкращих у цій збірці, але нарікав, що привиди в готельному номері — це стара ідея.